# ولاية قسطمونة
وِلَايَةُ قَسْطَمُونَة هي إحدى محافظات تركيا. عاصمتها قسطمونة تبلغ مساحتها 13,473 كم2 ويبلغ عدد سكانها 375,476 نسمة كما يبلغ معدل الكثافة السكانية 27/كم2 تقع في شمال تركيا.